# تفجير تلعفر 2007
مجزرة تلعفر أو تفجيرات تلعفر 2007 هي عمليات إرهابية وقعت في 27 مارس 2007 في مدينة تلعفر في الأحياء الشيعية شمال العراق في محافظة نينوى راح ضحيتها أكثر من 152 قتيل وإصابة أكثر من 347 شخص جميعهم من التركمان الشيعة[بحاجة لمصدر]، حيث تسبب انفجار شاحنتين محملتين بالمتفجرات في مقتل العشرات.